# Янсон Олексій Іванович

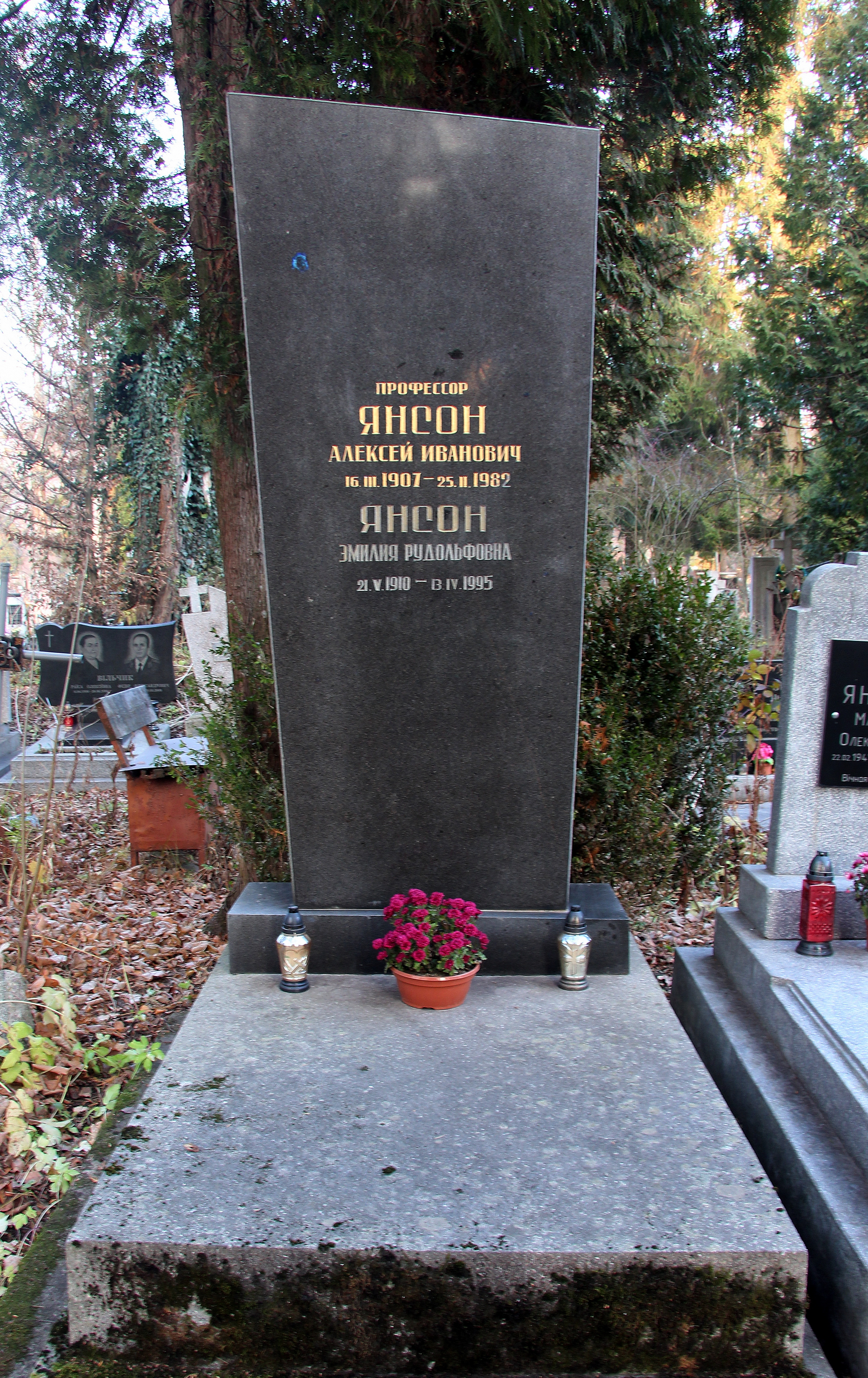

Олексій Іванович Янсон(3 березня 1907- 25 лютого 1982) — кандидат технічних наук (1949), професор (1976), Львівського лісотехнічного інституту у 1976–1982 рр.

## Біографія
Народився 3 березня 1907 року в с. Пески, Воронезької області, в сім'ї селян.
В 1932 р. закінчив механіко-технологічний факультет Ленінградської лісотехнічної академії та отримав кваліфікацію інженера-механіка лісотехнолога.
Після закінчення навчання працював в ЦНИИМОД. З 1933 по 1937 р.р. працював на виробництві, на будівництві деревообробного підприємства в м. Сталінграді, на керівних посадах.
В 1937 р. призначається зав. кафедри механічної обробки деревини Сибірського лісотехнічного інституту у м. Красноярську.
У 1943 був призваний на фронт та в 1945 р., після важкого поранення демобілізований. Нагороджений трьома орденами та двома медалями.
Після демобілізації направлений на роботу у Львівський лісотехнічний інститут, на посаду завідувача кафедри механічної обробки деревини.
У 1949 захистив кандидатську дисертацію на тему «Лущення дуба» і 20 лютого 1950 р. йому була присуджена вчена ступінь кандидата технічних наук.
1 серпня 1952 р. Рішенням ВАК СРСР присуджено звання доцента по кафедрі «Столярно-механічних та фанерних виробництв».
9 липня 1976 р. рішенням ВАКу Янсону А. И. присвоєно вчене звання професора по кафедрі «Технології виробів з деревини».
Під керівництвом проф. Янсона А. І. підготували та захистили кандидатські дисертації Качан В. Ф., Прокопович Б.В., Гук В. К., Томчані В. І., Книш В. А., Дячун З. Й., Пастух І. М., Панов. В. В., Войтович І. Г.
Помер Олексій Іванович Янсон 25 лютого 1982 р. Похований на сихівському  цвинтарі у м. Львові, Україна.